# Pawło Chrystiuk

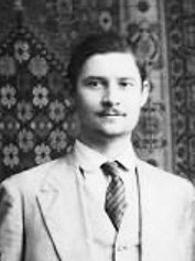
Pawło Chrystiuk

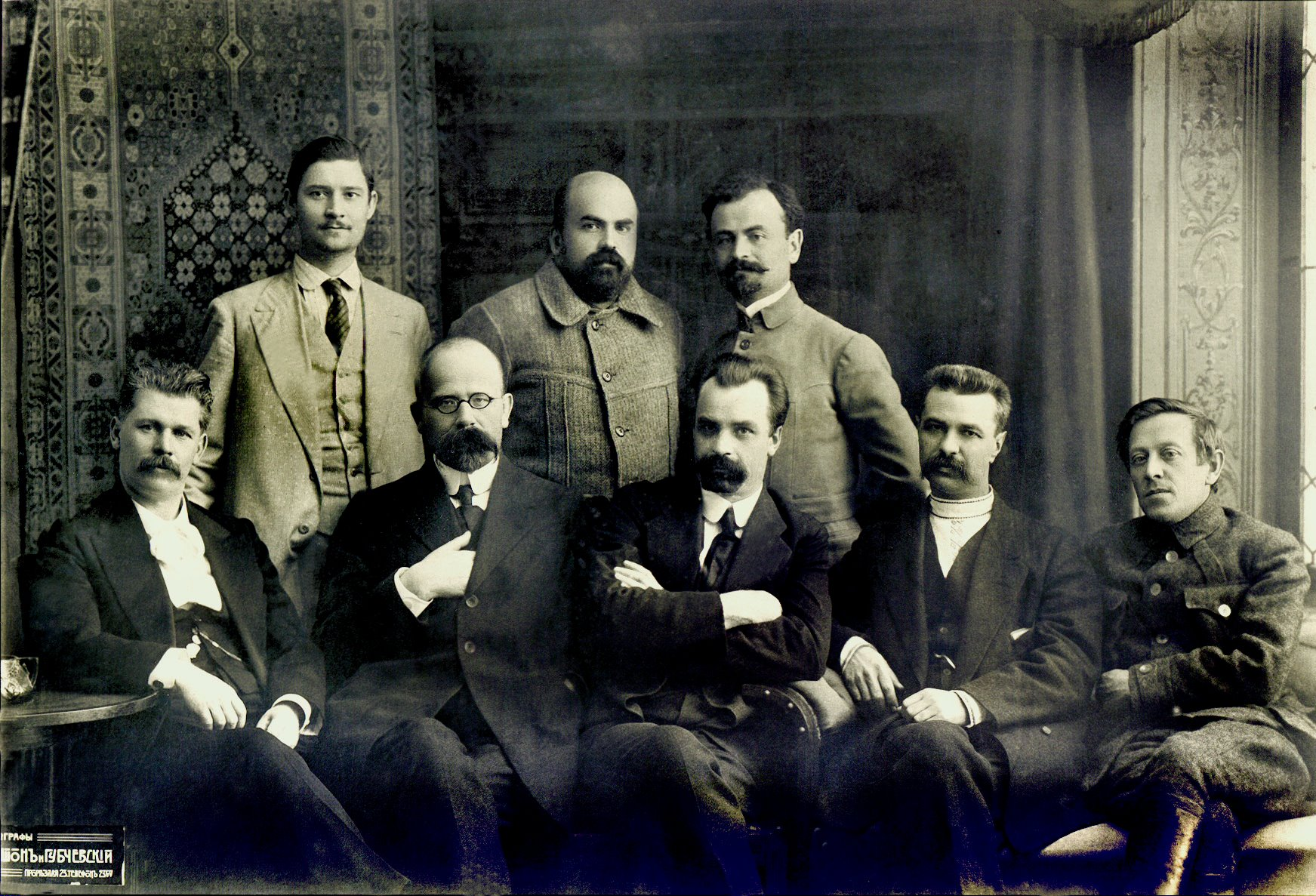
Sekretariat Ukraińskiej Centralnej Rady 1917. Stoją od lewej: Pawło Chrystiuk, Mykoła Stasiuk, Borys Martos. Siedzą: Iwan Steszenko, Chrystofor Baranowskyj, Wołodymyr Wynnyczenko, Serhij Jefremow, Symon Petlura

Pawło Chrystiuk (ur. 1880 w stanicy Jelizawietinskiej w obwodzie kubańskim  – zm. 28 września 1941 w jednym z łagrów Siewwostłagu (Kraj Chabarowski, ZSRR)) – ukraiński działacz polityczny i spółdzielczy, publicysta.
Ukończył Kijowski Instytut Politechniczny.
Był członkiem Ukraińskiej Centralnej Rady, wchodził również w skład Małej Rady. Był również członkiem kilku rządów Ukraińskiej Republiki Ludowej.
Od 1919 do 1923 przebywał na emigracji w Wiedniu, przyjechał do USRR w 1924, stał się cenionym autorem prac na temat rewolucji na Ukrainie. W 1931 aresztowany przez OGPU, 7 lutego 1932 skazany w sprawie tzw. Ukraińskiego Centrum Narodowego (mistyfikacja OGPU) przez Kolegium OGPU na 6 lat obozu koncentracyjnego, zmarł w łagrze.